# Erebia radians
Erebia radians är en fjärilsart som beskrevs av Otto Staudinger 1886. Erebia radians ingår i släktet Erebia och familjen praktfjärilar. Inga underarter finns listade i Catalogue of Life.